# Phyllophaga taxodii
Phyllophaga taxodii är en skalbaggsart som beskrevs av Wann Langston, Jr. 1924. Phyllophaga taxodii ingår i släktet Phyllophaga och familjen Melolonthidae. Inga underarter finns listade i Catalogue of Life.